# Katastrofa lotnicza w Giebni
Katastrofa lotnicza w Giebni – katastrofa lotnicza wojskowego samolotu Ił-28 z 7 Brygady Lotnictwa Rozpoznawczo-Bombowego, która wydarzyła się 11 grudnia 1969 roku w czasie lotu ćwiczebnego na trasie Powidz–poligon toruński-Golub-Dobrzyń-Powidz.

## Przed katastrofą
Był 11 grudnia 1969 roku. Załoga samolotu bombowego Ił-28 w składzie: por. Jan Grymuza (pilot z nalotem 600 godzin na samolotach Po-2, TS-8 Bies, UTIMiG-15, Lim-1, Lim-2, Ił-28), por. Bonifacy Hędzelewski (nawigator 2. klasy) oraz kpr. Ryszard Jędras (strzelec-radiotelegrafista) wystartowała z Powidza lotem o kryptonimie 766 w kierunku Torunia i Golubia Dobrzynia, wykonując lot na orientację. Wbrew wielu informacjom pojawiającym się w mediach załoga nie wykonywała ćwiczebnego bombardowania w tym dniu. Po osiągnięciu ostatniego punktu na trasie pilot zmienił kurs i skierował samolot na powrót do macierzystego lotniska w Powidzu.

## Katastrofa
Maszyna zwiększyła pułap lotu do 11 000 m. W rejonie miasta Janikowo samolot z dużą prędkością rozpoczął zniżanie. W jego trakcie pilot wypuścił klapy, co doprowadziło do urwania jednej z nich i najprawdopodobniej doszło do dehermetyzacji kabiny. Załoga nie była w stanie opanować maszyny, gdyż prawdopodobnie stracili przytomność, a wysokość lotu i tak była zbyt niska, aby opuścić samolot i wyskoczyć ze spadochronem. Samolot rozbił się na polach w rejonie wsi Giebnia pomiędzy dwoma miastami: Pakością i Janikowem. Istnieje hipoteza, że załoga nie utraciła przytomności i celowo próbowała lądować awaryjnie na terenie niezamieszkałym, ale wersja ta nie została potwierdzona. Komisja powypadkowa uznała, że prawdopodobną przyczyną katastrofy było nieprzestrzeganie przez załogę zasad eksploatowania sprzętu podczas wykonywania manewru na podejściu do lądowania poprzez wychylenie klap przy dużej prędkości lotu. Żadna wersja nie została jednak całkowicie udowodniona i katastrofę oficjalnie uznano za niewyjaśnioną. Komisja Badania Wypadków Lotniczych w swoich raportach nie przesądzała, że winnym wypadku był pilot, tak jak utrzymywano przez lata.

## Upamiętnienie
Towarzystwo Przyjaciół Janikowa postanowiło w 2015 roku upamiętnić ofiary katastrofy pamiątkowym obeliskiem. Znajduje się on w gminie Pakość, w pobliżu miejsca katastrofy przy drodze z Giebni do Jankowa.